# 傅咸
傅咸（239年－294年），字長虞。北地泥陽（今陕西省铜川市耀州区東南）人。西晉文學家。

## 生平
傅玄原配之子，仰慕季文子和仲山甫。泰始九年（273年）任太子洗馬，咸寧初年（275年）襲父爵，遷任尚書右丞，不久出任冀州刺史，為官峻整，主張「並官省事」，直言敢諫，被司徒魏舒彈劾，降任車騎司馬。
太熙元年（290年），司馬衷即位，是為晉惠帝，太傅楊駿專權，委任親信，網羅黨羽。傅咸不斷規勸楊駿，一次咎亮濫賞，又勸亮讓權。楊駿不耐煩，想把傅咸趕出朝廷，外甥李斌直言不可。楊駿之弟楊濟與傅咸友好，勸他多事不如少事，“生子癡，了官事，官事未易了也。了事正作癡，復為快耳！”傅咸不聽，這是成語【了卻官癡】的典故。楊駿死後，轉為太子中庶子。司馬亮輔政後，正擔任御史中丞的傅咸又上書勸諫司馬亮。傅咸母親去世後，辭職守喪。後任司隸校尉。傅咸彈劾尚書僕射王戎，要求免其官職。御史中丞解結認為傅咸彈劾王戎的舉動違反制度，屬於越權行為，要求罷免傅咸官職。皇帝沒有同意。傅咸卒於西晉元康四年（294年）。諡「貞」。存詩10餘首，有賦30多篇，如《黏蟬賦》、《青蠅賦》、《螢火賦》等。明代張溥輯有《傅中丞集》1卷。
長子傅敷于永嘉之亂時遷至會稽（今浙江紹興）。另有子傅晞、傅纂。

## 評價
- 嚴憲：「汝千里駒也，必當遠至。」[4]
- 庾純：「長虞之文近乎詩人之作矣。」
- 顧榮：「傅長虞為司隸，勁直忠果，劾按驚人。雖非周才，偏亮可貴也。」[3]
- 王夫之：李憙、劉毅、傅咸忠直為當時之領袖，而不能取前讒後賊為宗社效驅除，晉之廷，不可謂有人矣。[5]

## 延伸阅读
[在维基数据编辑]
 在维基文库阅读此作者作品
 《晉書·卷047》，出自房玄齡《晉書》